# Rhynchosia delicatula
Rhynchosia delicatula là một loài thực vật có hoa trong họ Đậu. Loài này được O. Téllez & M. Sousa mô tả khoa học đầu tiên năm 2000.